# Comportement sexuel humain
Pour des articles plus généraux, voir Comportement sexuel et Sexualité humaine.
Vous pouvez aider à l'améliorer ou bien discuter des problèmes sur sa page de discussion.
- Le fond est à vérifier. Si vous venez d’apposer le bandeau, merci d’indiquer ici les points à vérifier. (Marqué depuis décembre 2021)
- Il fait référence à des sources qui ne semblent pas présenter la fiabilité et/ou l'indépendance requises. Vous pouvez aider, soit en recherchant des sources de meilleure qualité pour étayer les informations concernées, soit en attribuant clairement ces informations aux sources qui semblent insuffisantes, ce qui permet de mettre en garde le lecteur sur l'origine de l'information. (Marqué depuis décembre 2021)
- Il n'est pas vérifiable et peut contenir des informations totalement erronées. Il est fortement conseillé aux contributeurs d'étayer son contenu par des sources fiables. Sans cela, sa suppression pourrait être envisagée. (si vous venez d'apposer le bandeau, veuillez cliquer sur ce lien pour créer la discussion et en afficher les indications). (Marqué depuis décembre 2021)

- Archive Wikiwix
- Bing
- Cairn
- DuckDuckGo
- E. Universalis
- Gallica
- Google
- G. Books
- G. News
- G. Scholar
- Persée
- Qwant
- (zh) Baidu
- (ru) Yandex
- (wd) trouver des œuvres sur Wikidata

Vous pouvez aider à l'améliorer ou bien discuter des problèmes sur sa page de discussion.
- Son contenu est peut-être sujet à caution et doit absolument être sourcé. Si vous connaissez le sujet traité ici, vous pouvez le retravailler à partir de sources pertinentes en utilisant notamment les notes de bas de page. (Marqué depuis décembre 2021)
- Son contenu est évasif ou trop peu précis. Améliorez sa qualité à l'aide des conseils sur les sources. (Marqué depuis décembre 2021)
- Son texte doit être wikifié : il ne correspond pas à la mise en forme Wikipédia (style, typographie, liens internes, liens entre les wikis, etc.). (Marqué depuis décembre 2021)
- Il n’est pas rédigé dans un style encyclopédique. (Marqué depuis décembre 2021)
- Les sections « Anecdotes », « Autres détails », « Le saviez-vous ? », « Citations », « Autour de... », etc., peuvent être inopportunes dans les articles. Il convient, si ces faits présentent un intérêt encyclopédique et sont correctement sourcés, de les intégrer dans d’autres sections. (Marqué depuis décembre 2021)
- Il n'a pas de sujet précis, ce que le premier principe fondateur de Wikipédia exige. (Marqué depuis décembre 2021)
- La notion qu'il invoque est trop technique ou pas assez détaillée. Il est préférable de la préciser au moyen d’un lien interne ou d’une note . (Marqué depuis décembre 2021)
- La traduction est incomplète. (Marqué depuis décembre 2021)

- Archive Wikiwix
- Bing
- Cairn
- DuckDuckGo
- E. Universalis
- Gallica
- Google
- G. Books
- G. News
- G. Scholar
- Persée
- Qwant
- (zh) Baidu
- (ru) Yandex
- (wd) trouver des œuvres sur Wikidata

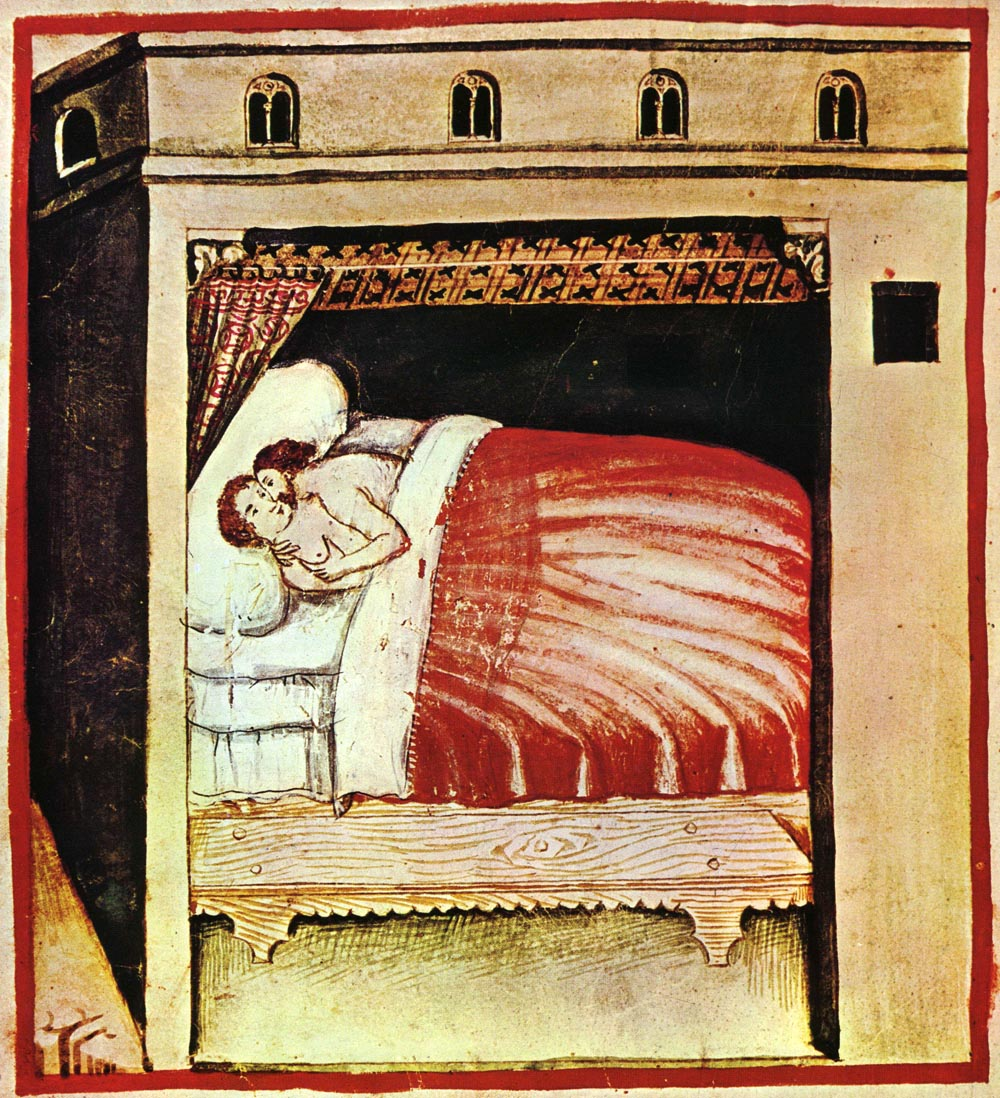
Coitus, couverture du livre Tacuinum sanitatis (sigle XIV).

Le comportement sexuel humain présente certaines spécificités par rapport au comportement sexuel de la majorité des mammifères.
En raison de l'évolution de plusieurs facteurs biologiques majeurs (hormones, phéromones, réflexes copulatoires, cognition…), déjà en partie présents chez d'autres espèces d'hominidés, les motivations du comportement sexuel humain font plus de place à la recherche de récompenses érotiques, plus généralement hédonistes, et parfois sadiques ou masochistes.
La sexualité humaine est très centrée sur la stimulation des zones érogènes primaires (pénis, clitoris et vagin), ainsi que des zones érogènes anales, orales et pectorales (les seins). Elle se pratique seul (autoérotisme), avec un (exclusivité sexuelle) ou plusieurs partenaires (promiscuité sexuelle), de même sexe (homosexualité) ou de sexe opposé (hétérosexualité).
Le comportement sexuel humain se caractérise également par de l'attachement plus ou moins intense à un ou plusieurs partenaires (amour, polyamour). Et, en lien avec la cognition et son contexte socioculturel, l'être humain élabore des rituels, des normes, des significations et des valeurs qui peuvent modifier de façon majeure son comportement sexuel : sexualité sacrée (tantrisme...), érotisme, polygamie, moralité, fidélité, chasteté... Les comportements sexuels modèlent en conséquence l'organisation des sociétés et inversement. Pour toutes ces raisons, on observe une grande diversité des comportements sexuels dans les sociétés humaines, avec de nombreux enjeux, y compris psycho-sociologiques, psychologiques, de santé sexuelle et épidémiologique. Après les pandémies du passé (syphilis notamment), l'humanité doit désormais affronter le VIH.

## Histoire des comportements sexuels humains
L'étude des peuples et de sociétés humaines a depuis longtemps mis en évidence une grande diversité de pratiques sexuelles ; une diversité qui questionne le rôle des valeurs dominantes, et les tabous qui entourent la sexualité dans certaines sociétés, notamment où les religions du livre sont prégnantes ; tabou qui a fait que la recherche fondamentale sur la sexualité a longtemps et généralement été défavorisée.
Les recherches sur la sexualité débutent en Europe occidentale à la fin du XIXe siècle.
La publication en 1948 et 1953 des rapports Kinsey sur le comportement sexuel des Américains, des hommes et des femmes a eu une implication importantes pour la révolution sexuelle. Mais il a aussi suscité des controverses qui ont des effets marqués et prolongés jusqu'à aujourd'hui.
Des enquêtes nationales (rapport Zetterberg (en) pour la Suède en 1969, rapport Simon pour la France en 1972…) et des recherches interculturelles (articles de Christensen et Carpenter en 1962, de Luckey et Nass en 1969) ont tenté de s'affranchir des problèmes théoriques et méthodologiques inhérents à ce genre de démarche, et lié au fait que les données auto-rapportées peuvent présenter des biais
et des limites, notamment chez les jeunes et parmi les minorités, et dans certains contextes sociaux, politiques, religieux ou géographiques connus pour être sources de pression normative en faveur de certains types d’hétérosexualité, qui selon les sociétés et pays, pèsent différemment sur les femmes et les hommes. Il reste par exemple difficile d'avoir des données précises sur le nombre réel de partenaires non déclarés des hommes et des femmes.
Certaines enquêtes sur les comportements sexuels ont été spécifiquement motivées par l'arrivée du VIH/SIDA (ex : enquête de l'Agence Nationale de Recherches sur le Sida, auprès de 20 000 personnes résidant en France, afin d'affiner les modèles épidémiologiques et les stratégies de prévention du sida,, SIDA qui a lui-même modifié certains comportements sexuels (en relançant l'usage du préservatif notamment, et en compliquant l'entrée dans la sexualité des adolescents et jeunes adultes.

## Apprentissage de la sexualité humaine
La part non innée de la sexualité humaine est acquise, tout au long de la vie. Elle l'est de multiples manières : par l'expérimentation, par l'apprentissage et l'imitation, et aujourd'hui via les médias (littérature, films, image, et autres sources concourant à la fabrication et à l'exploration de fantasmes (ou « fantaisies conscientes ») ; auprès des pairs ; via l'éducation sexuelle (là où elle existe) ; et de plus (depuis l'explosion de l'Internet et des smartphones) via la pornographie en ligne qui, en mettant en scène des fantasmes, parfois violents, donne une image fausse de la réalité des relations sexuelles et amoureuses interhumaines.
Les comportements sexuels varient selon les individus et leur culture, mais aussi selon l'âge de la personne et son contexte de vie.
Les comportements spontanés (comportements masturbatoires notamment) des enfants et de certains adolescents ou adultes (intellectuellement déficients ou neuroatypiques) peuvent être socialement problématiques, voire à risques (pour la personne ou pour autrui).
Les comportements sexuels sont généralement activés par le désir sexuel (libido, pulsions sexuelles) et/ou amoureux ; ils visent parfois une satisfaction conjugale et plus généralement une « satisfaction sexuelle ».

## Satisfaction sexuelle
Un certain niveau qualitatif de satisfaction sexuelle peut être mesurée à l'aide de la « nouvelle échelle de satisfaction sexuelle », ou NSSS-S; 
C'est un questionnaire qui cherche à quantifier cette satisfaction en se basant sur 12 paramètres évalués sur une échelle de type Likert à cinq points (les réponses à ce "questionnaires auto-administrés" vont de « pas du tout satisfait » à « extrêmement satisfait ».
Les personnes évaluent leur satisfaction pour chacun de ces facteurs (par exemple, « La qualité de mes orgasmes ») puis les scores sont additionnés pour produire un total compris entre 12 et 60. Plus le score est élevé plus la satisfaction sexuelle est perçue comme élevée. Le NSSS-S a été traduit en Français et reconnu comme fiable par Štulhofer et al., 2011) ; il peut notamment aider à mieux évaluser l'impact d’un problème médical (ou autre) sur le partenaire sexuel.
Cet outil fait partie des questionnaires recommandés en médecine sexuelle. Il dérive d'un premier « indice de satisfaction sexuelle » (ISS) créé en 1981 par Hudson et al. pour mesurer le degré d’insatisfaction sexuelle dans une relation, et pour suivre et évaluer les progrès du traitement des problèmes de satisfaction sexuelle (il cherchait à mesurer le degré de discorde sexuelle au sein d’un couple, via 25 éléments (non liés au genre).

## Neurobiologie et comportements sexuels humains
Contrairement à la plupart des mammifères, l'essentiel des activités et du comportement sexuel humain est appris.
Cette différence du contrôle neurobiologique est particulièrement visible chez les mammifères femelles, où les activités copulatoires sont en quasi-totalité innées. Au niveau des structures motrices, la copulation dépend des réflexes précablés de lordose et d'immobilisation. Chez la femme, ces réflexes ne sont quasiment plus fonctionnels et le coït vaginal, ainsi que les autres activités sexuelles, sont apprises. La dynamique comportement sexuel humain n'est plus un comportement de reproduction mais un comportement érotique, structuré par la culture.

### Positions sexuelles
Une position sexuelle est la manière dont deux ou plusieurs partenaires positionnent leurs corps lors d’un rapport sexuel.
L'éventail des positions possibles est très large, plus d'une centaine, autorisant aussi bien une sexualité pénétrative (coït vaginal ou la sodomie) que la sexualité orale, la masturbation ou le frottage.

### Pratiques

#### Sans sexe
- Abstinence sexuelle : si seul 1 % de la population de plus de 25 ans n'a jamais eu de relations sexuelles, une grande part n'a pas de rapports pendant de longues périodes d'abstinence.
- Asexualité : dans son sens le plus large, est l’état d’une personne (asexuelle) qui ne ressent pas ou peu d'attirance sexuelle pour une autre personne ni/ou pour elle-même. L'asexualité a aussi été définie comme un désintérêt pour le sexe[27],[28] ou plus rarement comme une absence d'orientation sexuelle[29]. Une étude couramment citée et publiée en 2004 estime le taux de personnes asexuelles à 1 % au Royaume-Uni[30],[31].
- Chasteté: attitude morale liée à la vie sexuelle ou relationnelle. Dans le domaine sexuel, elle vise à vivre sa sexualité selon son statut dans le monde occidental, la chasteté est souvent associée à l'abstinence sexuelle, en particulier l'absence de relations sexuelles avant le mariage en raison de l'interdit de ces dernières dans les religions dominantes de ce groupe culturel.

#### Sans pénétration
- Caresses : les caresses appartiennent à de nombreux répertoires difficilement quantifiables : jeu de séduction, préliminaires à un rapport, ou pratique sexuelle revendiquée en tant que telle (l’outercourse, soit des caresses allant jusqu'à la masturbation mais sans pénétration).
- Masturbation : la masturbation (sans doute entendue comme pratiquée seul(e) chez les personnes interrogées) est courante pour 22 % des femmes et 45 % des hommes, le maximum étant atteint chez les plus diplômés ; à l'inverse, 34 % des femmes et 9 % des hommes disent ne l'avoir jamais pratiquée[32]. La question de la masturbation suscite quelques interrogations quant à l'objectivité des réponses, des questions plus détournées tendent à démontrer qu'elle est beaucoup plus fréquente mais inavouée : d'autres chiffres avancent plus de 90 % d'hommes et environ 50 % de femmes (qui admettent une fois dans leur vie)…
- Footjob (littéralement « travail du pied »), ou branlette thaïlandaise, désigne une pratique sexuelle effectuée avec les pieds[33]
- Branlette espagnole, ou cravate de notaire est un acte sexuel pratiqué en couple, consistant à masturber le pénis d'un des partenaires entre les seins de l'autre.
- Sexualité orale : fellation, cunnilingus et anulingus sont désormais des pratiques courantes, les deux tiers de la population française y ayant recours occasionnellement ou fréquemment. Il existe, comme pour la masturbation, une variation en fonction des catégories socioprofessionnelles : 50 % chez les moins diplômés et plus de 70 % pour les diplômes supérieurs[32].

#### Avec pénétration
- Sexualité vaginale : c’est la pratique sexuelle la plus courante. La fréquence des rapports sexuels est variable en fonction de l’âge et de la nature de la rencontre (les rapports seront ainsi plus longs et plus fréquents avec un nouveau partenaire) ; les individus ayant plus de rapports sexuels vaginaux sont aussi ceux qui ont des pratiques sexuelles plus diversifiées avec un plus grand nombre de partenaires.
- Sodomie : avec 15 %, la pénétration anale est une pratique moins courante que la masturbation ou la sexualité orale. Elle est souvent, à tort, associée uniquement aux hommes homosexuels : en réalité, le sexe anal est une pratique sexuelle également caractéristique des couples hétérosexuels.
- Rapports avec jouets : les jouets sexuels sont principalement utilisé pour faciliter et augmenter le plaisir sexuel humain.
- sexualité de groupe

#### Prostitution
- Recours à la prostitution : inavoué et parfois illégal, il reste fréquent ; il concerne un cinquième des hommes qui y ont recours une fois dans leur vie : c'est le cas de 30 % des sexagénaires, 20 % des quadragénaires et 10 % des vingtenaires. Dans chaque tranche d'âge, entre 3 et 5 % des hommes admettent avoir eu un rapport payant dans les cinq dernières années[34].

### Pratiques alternatives
Des pratiques alternatives, majoritairement liées à la sexualité, ont été recensées durant ces derniers siècles. Dans la sexologie, ces pratiques sont nommées sous le terme de « paraphilie », introduit en 1980 par le Manuel diagnostique et statistique des troubles mentaux (DSM-III, signifiant une excitation et/ou attirance sexuelles grâce à des pratiques alternatives à l'accouplement primaire humain. Les individus paraphiles sont généralement excités/attirés envers des formes alternatives de sexualité qui leur convient. Cela peut être dû à un trouble du comportement et/ou de la sexualité. Cependant, il est à noter que beaucoup de communautés paraphiles considèrent l'étrangeté des pratiques sexuelles comme purement subjective et dépendante du contexte sociétal, et se basent sur des critères plus pragmatiques tels que le respect, le consentement mutuel et la gestion éclairée des risques pour juger une pratique.
Des exemples notables de « déviations sexuelles » incluent entre autres sadomasochisme, fétichisme sexuel, fessée érotique et jeu de rôles sexuel. Ce type de sexualité est considéré comme psychosexuel car elle provoque chez un individu une excitation sexuelle autre que ne lui prodiguerait une relation sexuelle. Par exemple, lors d'une relation BDSM, le soumis habituellement masochiste est sexuellement excité par la douleur physique et/ou morale que lui inflige son partenaire dominant. Selon le Manuel de psychiatrie de Julien-Daniel Guelfi et Frédéric Rouillon, une paraphilie peut se manifester selon les cultures.
Hormis ces types précédemment classés, d'autres formes d'activités paraphiliques peuvent se réaliser sans aucun contact physique : exhibitionnisme, voyeurisme, téléphone rose, cybersexe (en outre, une relation sexuelle n'inclut pas forcément un contact direct (voir Sextoy)).
Certains individus dérivent leur plaisir sexuel en engageant une variété de pratiques sexuelles alternatives, telles que fétichisme et/ou activités BDSM. Le BDSM implique souvent un échange de puissance consensuel, durant laquelle un individu se soumet au contrôle d'un partenaire dominant. Ces pratiques peuvent inclure fessée, bondage, jeu de rôle sexuel, rôle inverse, et atténuation du plaisir avec l'utilisation d'un fouet ou autres objets. Le fétichisme peut prendre une forme de plaisir envers une partie spécifique du corps, par exemple des gros seins, dessous de bras ou fétichisme du pied. L'objet du désir peut être les chaussures, bottes, lingerie, vêtements, cuir ou autres tissus. Des pratiques autoérotiques non conventionnelles peuvent être dangereuses. Cela inclut asphyxie érotique et auto-bondage. Certaines blessures et même la mort peuvent être engendrées durant des activités fétichistes (étranglements et bondage, respectivement).

### Pratiques sexuelles rares
On peut citer pour mémoire quelques modes de sexualité relativement « performants » : BDSM, fisting, fétichisme, fessée, jeu de rôles sexuel… D’autres formes d'activité peuvent se réaliser sans aucun contact : exhibitionnisme, voyeurisme, téléphone rose, cybersexe… (en outre, une relation sexuelle n'inclut pas forcément un contact direct : voir Sextoy).

### Activités sexuelles et orientations

#### Hétérosexualité
Les pratiques sexuelles hétérosexuelles sont sujets aux lois de divers endroits. Dans certains pays, majoritairement ceux dont la religion a un fort impact sur la politique sociale, les lois du mariage encouragent les gens à avoir des rapports seulement lors de leur mariage et non avant. Les lois anti-sodomie sont perçues comme pratique sexuelle décourageante, mais peuvent affecter les pratiques sexuelles du sexe opposé. Les lois bannissent également les adultes commettant des actes de pédophilie (sur des enfants non consentants et mineurs), les individus ayant une relation sexuelle en public (exhibitionnisme), et ceux payant une autre personne pour une relation sexuelle (prostitution). Bien que ces lois s'appliquent aux deux genres sexe-opposés et même sexes, elles peuvent également servir en guise de châtiment exemplaire.

#### Homosexualité
Les individus d'orientation homosexuelle peuvent exprimer leur sexualité de diverses manières, et peuvent ou non exprimer leur comportement sexuel. Certains ont des relations avec d'autres individus du même sexe, d'un autre genre, des relations bisexuelles ou ils peuvent être célibataires. Des recherches indiquent qu'un bon nombre de lesbiennes et d'hommes gays ont des relations durables. Par exemple, des statistiques indiquent qu'entre 40 % et 60 % des hommes gays et entre 45 % et 80 % des lesbiennes sont actuellement en couple.

#### Bisexualité et pansexualité
La bisexualité est l'attirance sexuelle et sentimentale envers des personnes des deux genres, ou plus généralement envers des personnes de son genre et d'un autre genre. La pansexualité, elle, est une attirance potentielle esthétique, romantique ou sexuelle envers toutes sortes de personnes, sans aucune distinction fondée sur leur identité sexuelle ou leur sexe biologique (attirance pour les hommes, les femmes, toutes les minorités LGBT, comme les personnes intersexes ou les personnes transgenres).